# Vasvár vasútállomás
Vasvár vasútállomás egy Vas vármegyei vasútállomás, Vasvár településen, a GYSEV üzemeltetésében.
A belterület északi szélén helyezkedik el, nem messze a 8-as főúttól, közúti megközelítését a 7441-es útból kiágazó 87 303-as út biztosítja.

## Vasútvonalak
Az állomást az alábbi vasútvonalak érintik:
- Szombathely–Nagykanizsa-vasútvonal

## Kapcsolódó állomások
A vasútállomáshoz az alábbi állomások vannak a legközelebb:
- Püspökmolnári vasútállomás (Szombathely–Nagykanizsa-vasútvonal)
- Pácsony vasútállomás (Szombathely–Nagykanizsa-vasútvonal)

## Forgalom
| Járat               | Útvonal | Gyakoriság                             |
| ------------------- | --- | -------------------------------------- |
| személyvonat        | Szombathely – Gyöngyöshermán – Sorkifalud – Szentléránt – Püspökmolnári – Vasvár – Pácsony – Győrvár – Egervár-Vasboldogasszony – Zalaszentlőrinc – Zalaszentiván (– napi 4 pár tovább: Zalaegerszeg) | Napi 7 pár                             |
| személyvonat        | Zalaegerszeg → Zalaszentiván → Zalaszentlőrinc → Egervár-Vasboldogasszony → Győrvár → Pácsony → Vasvár → Püspökmolnári → Szentléránt → Sorkifalud → Gyöngyöshermán → Szombathely → Répcelak → Csorna → Győr | Szeptember 5-étől vasárnap 1 Győr felé |
| Pannónia InterRégió | Szombathely (– Gyöngyöshermán – Sorkifalud – Szentléránt) – Püspökmolnári – Vasvár (– Pácsony – Győrvár – Egervár-Vasboldogasszony – Zalaszentlőrinc) – Zalaszentiván (– Búcsúszentlászló – Zalaszentmihály-Pacsa – Pötréte – Gelse) – Nagykanizsa – Murakeresztúr (– Őrtilos) – Gyékényes – Berzence (– Somogyudvarhely – Bélavár – Vízvár) – Babócsa – Barcs – Darány – Szigetvár – Szentlőrinc – Pécs | 2 óránként                             |